# برتا باسکس
برتا باسْـکِـس (اسپانیایی: Berta Vázquez‎؛ زادهٔ ۲۸ مارس ۱۹۹۲) بازیگر، مدل و خواننده اهل اسپانیا است. وی از سال ۲۰۱۴ میلادی تاکنون مشغول فعالیت بوده‌است. او در کی‌یف اوکراین از پدری اتیوپیایی و مادری اوکراینی زاده شد.
وی بابت نقش‌آفرینی‌هایش برندهٔ جوایزی همچون جایزه انداس شده‌است.

## گزیدهٔ فیلم‌شناسی

### سینما
- پاکیتا سالاس (۲۰۱۶)
- درختان نخل در برف (۲۰۱۵)

### تلویزیون
- سانحه (۲۰۱۸–۲۰۱۷)
- رو در رو (۲۰۱۹–۲۰۱۵)